# Osvaldo Brandi
Osvaldo Brandi (Valentín Alsina, partido de Lanús, 5 de mayo de 1939-Buenos Aires, 11 de noviembre de 2019), cuyo nombre completo es Osvaldo Carlos Brandi, fue un actor de teatro, cine y televisión argentino.

## Actividad profesional
Trabajó en fotonovelas y en telenovelas. En este último género se recuerda su papel como hijo de Irma Roy en Simplemente María, su actuación en Doctor Cándido Pérez... señoras, en Mujeres en presidio y como uno de los asesinos en El Pulpo Negro. En cine no tuvo mayores posibilidades de lucimiento y en teatro se inició en La visita de la anciana dama junto a Mecha Ortiz y actuó en diversas obras incluyendo Los cocodrilos, Violación, la comedia musical No conspires, Nicanor, Flor de Cáctus -que fue su lanzamiento en papel protagónico dirigido por Cecilio Madanes, La Arialda y Una rosa para el desayuno.

## Filmografía
Intervino como actor en las siguientes películas:
- Piloto de pruebas (1972)
- Había una vez un circo (1972) …Efraín
- Las píldoras  (1972)
- Juan Manuel de Rosas (1972)
- Deliciosamente amoral (1969)
- Asalto en la ciudad (1961) …Empleado de inmobiliaria.

## Televisión
- Ricos y famosos  (telenovela) (1997)
- Por siempre mujercitas  (telenovela) (1995)
- El Precio Del Poder (telenovela) (1992-1993)
- Patear el tablero  (serie) (1992)
- Detective de señoras  (serie) (1990-1991)
- Di Maggio (serie) (1990)
- Vendedoras de Lafayette  (telenovela) (1988) … Regazzoni
- Libertad condicionada  (telenovela) (1985) … Sebastián
- El pulpo negro  (miniserie) (1985) … Méndez
- Silencio de amor (telenovela) (1982-1983) por Canal 13 junto a Virginia Lago
- Juntos (telenovela) (1982)
- Silencio de amor (serie) (1982)
- Mamá linda (telenovela) (1979)
- La mujer frente al amor  (serie) (1978)
- Alta Comedia  (serie) (1970-1976) … Julián
- El amor tiene cara de mujer (serie) (1976)
- Humor a la italiana  (serie) (1974)
- Vermouth de teatro argentino (serie) (1974)
- Mi dulce enamorada  (serie) (1973)
- Teatro Argentino  (serie) (1973)
- La novela semanal  (serie) (1972)
- Todo es Amor (serie) (1972)[5]
- El Teleteatro de Alberto Migré (serie) (1970-1971)[6]
- Nacido para odiarte (serie) (1971)
- Esta noche... miedo  (serie) (1970)
- Inconquistable Viviana Hortiguera (serie) (1970) …Silvio Aldao
- Su comedia favorita  (serie) (1970) … Silvio
- Simplemente María  (serie) (1969) … Tony

## Teatro
Actor
Algunas de las obras de teatro en las que participó fueron:
- No conspires, Nicanor
- Las d'enfrente